# Diu
Pronunciação

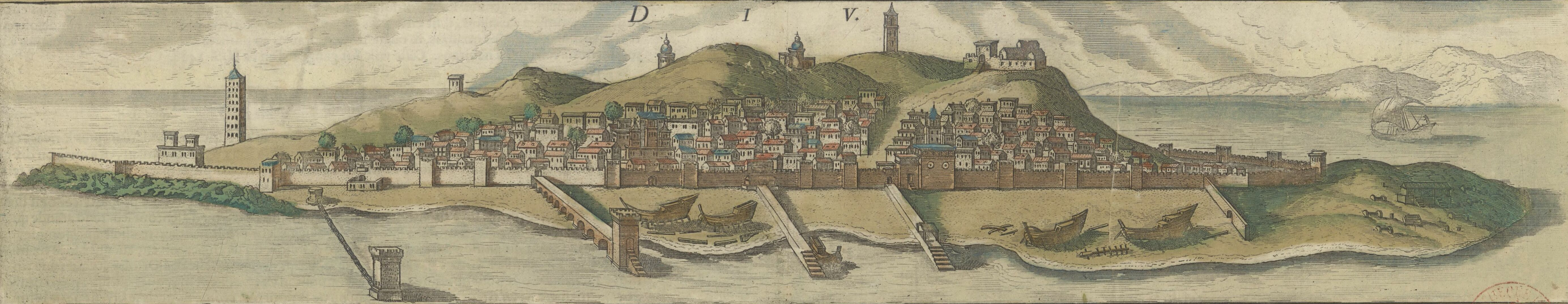
Diu nos princípios do século XVI (Braun et Hogenberg, 1582)

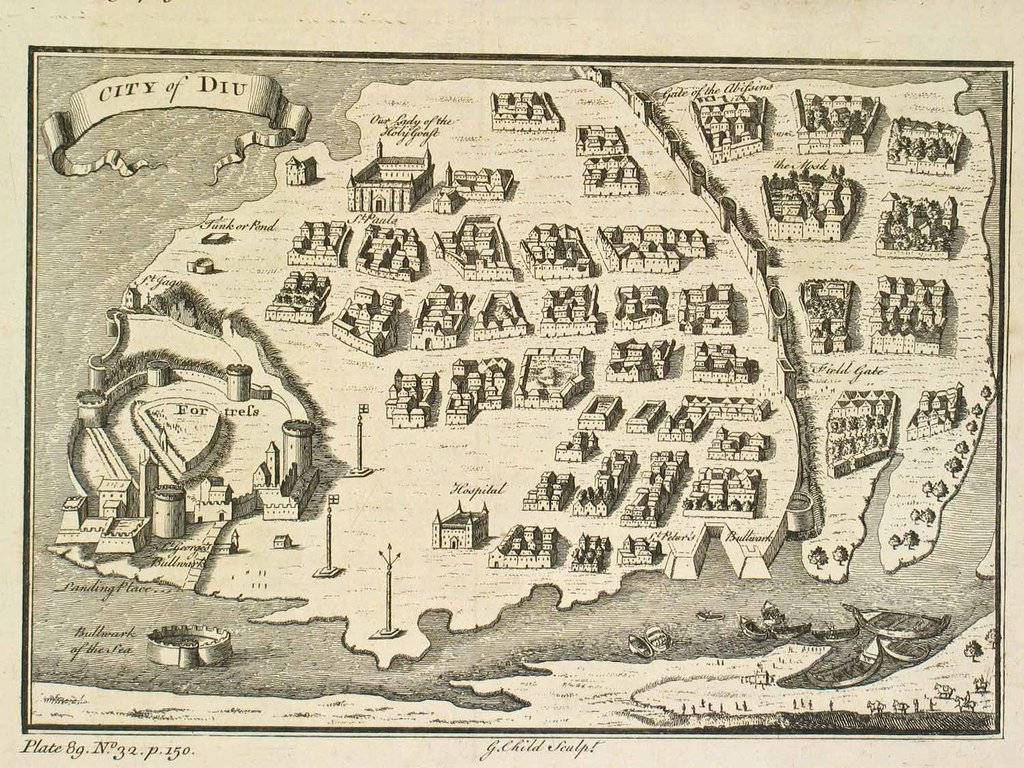
Cidade de Diu (gravura inglesa, 1729)

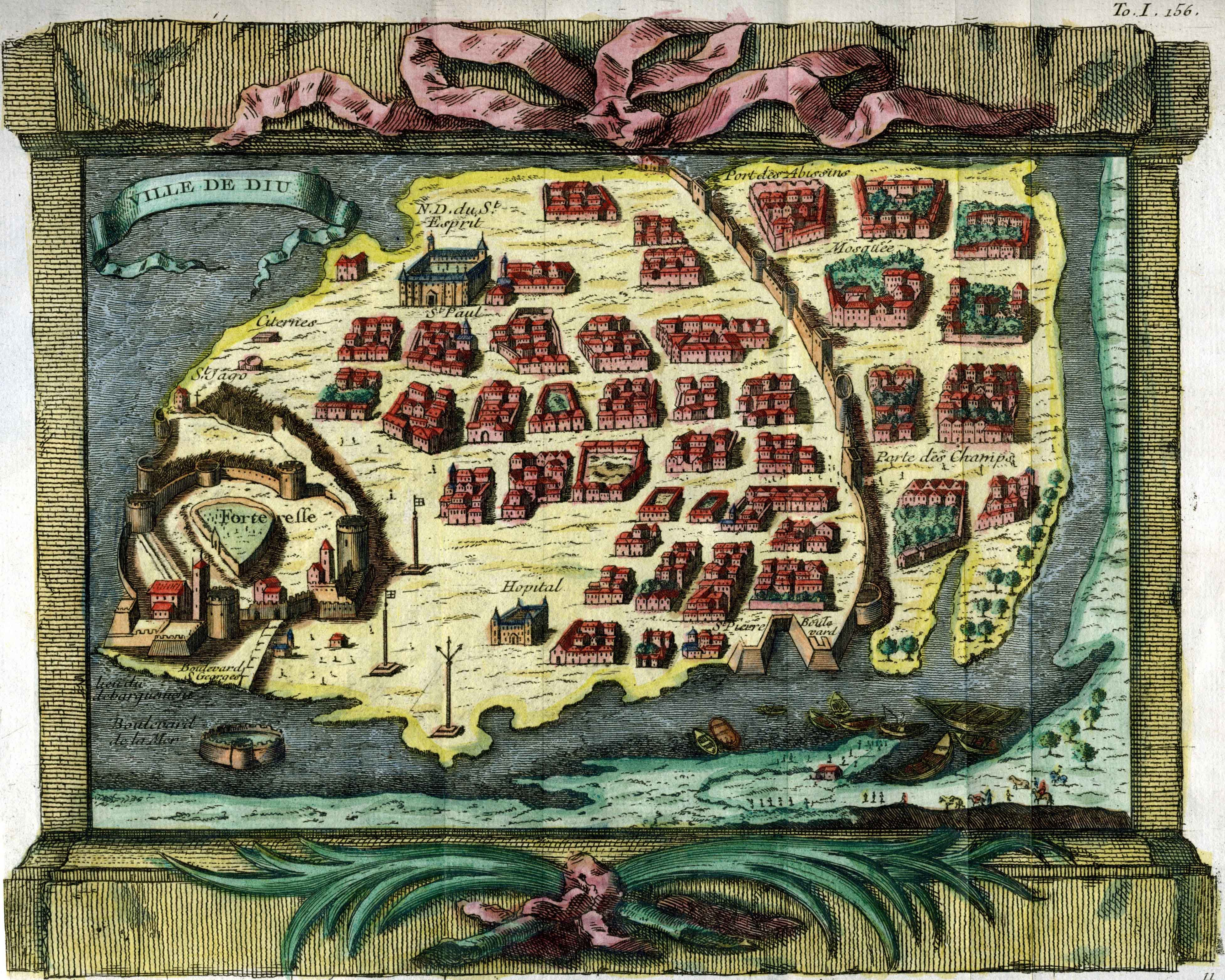
Planta de Diu (Didot, "Histoire Générale des Voyages", 1750)

Diu (antigamente grafada Dio) é uma cidade e sede de distrito que pertence ao território de Dadrá e Nagar Aveli e Damão e Diu, da Índia. Fez parte do antigo Estado Português da Índia até que, em 1961, foi anexado pela Índia.
O território de Diu possui uma área de 40 km² e situa-se na península indiana de Guzerate e é composto pela ilha de Diu (separada da península pelo estreito rio Chassis e que mais propriamente pode ser considerado um braço de mar) e pelos pequenos enclaves continentais de Gogolá e Simbor.

## História
Diu era uma cidade de grande movimento comercial quando os portugueses chegaram à Índia. Em 1513, tentaram os portugueses estabelecer ali uma feitoria, mas as negociações não tiveram êxito. Em 1531 a tentativa de conquista levada a efeito por D. Nuno da Cunha também não foi bem sucedida. No entanto, Diu veio a ser oferecida aos portugueses em 1535 como recompensa pela ajuda militar que estes deram ao sultão Bahadur Xá de Guzerate, contra o Grão-Mogol de Deli. Assim, cobiçada desde os tempos de Tristão da Cunha e de Afonso de Albuquerque, e depois das tentativas fracassadas de Diogo Lopes de Sequeira, em 1521, de Nuno da Cunha em 1523, Diu foi oferecida aos portugueses, que logo transformaram a velha fortaleza em castelo português.
Arrependido da sua generosidade, Bahadur Xá pretendeu reaver Diu, mas foi vencido e morto pelos portugueses, seguindo-se um período de guerra entre estes e a gente do Guzerate que, em 1538, veio pôr cerco a Diu. Coja Sofar, senhor da Cambaia, aliado aos turcos de Sulimão Paxá, tendo-se, então, deparado com a heroica resistência de António Silveira. Um segundo cerco será depois imposto a Diu, pelo mesmo Coja Sofar, em 1546, saindo vencedores os portugueses, comandados em terra por D. João de Mascarenhas e, no mar, por D. João de Castro. Pereceram nesta luta o próprio Coja Sofar e D. Fernando de Castro (filho do vice-rei português).
Depois deste segundo cerco, Diu foi de tal modo fortificada que pôde resistir, mais tarde, aos ataques dos árabes de Mascate e dos holandeses (nos finais do século XVII). A partir do século XVIII, declinou a importância estratégica de Diu, que veio a ficar reduzida a museu ou marco histórico da sua grandeza comercial e estratégica de antigo baluarte nas lutas entre as forças islâmicas do Oriente e as cristãs do Ocidente.
Diu permaneceu na posse dos portugueses desde 1535 até 1961, vindo a cair na posse das tropas da União Indiana, que invadiram todo o antigo Estado Português da Índia, no tempo de Nehru.